# Варнашёв, Николай Михайлович

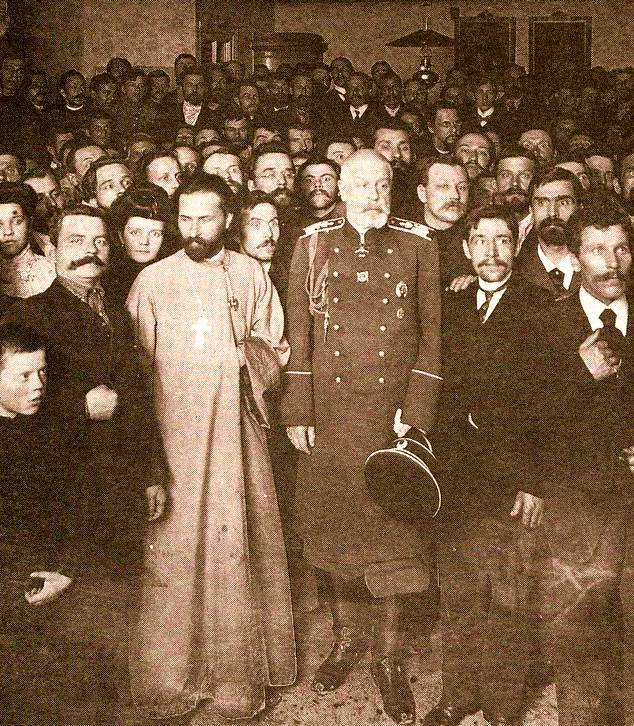
Г. А. Гапон, И. А. Фуллон и Н. М. Варнашёв на открытии Коломенского отдела «Собрания русских фабрично-заводских рабочих». Варнашёв — справа от Фуллона (выглядывает из-за спины).

Никола́й Миха́йлович Варнашёв (около 1874 — после 1925) — деятель российского рабочего движения, один из руководителей «Собрания русских фабрично-заводских рабочих Санкт-Петербурга», соратник Георгия Гапона.

## Биография

### В зубатовском обществе
С 12 лет работал на заводах и фабриках. Прошёл четыре года военной службы. Занимался самообразованием, прочёл почти всех классиков русской литературы. Работал на крупных заводах Петербурга, в том числе на заводах Лангезиппена, Оуфа и Михаэля. По специальности токарь-металлист.
В конце 1902 года вступил в зубатовское «Общество взаимопомощи рабочих механического производства» в Петербурге. Увлечённый идеей взаимопомощи, стал одним из активистов общества. Выступал на собраниях, проходивших в помещении Общества трезвости в Ломанском переулке. Штудировал легальную литературу по рабочему вопросу. Сблизился с руководителями общества — рабочими В. И. Пикуновым и И. С. Соколовым, с которыми обсуждал политические вопросы.
Летом 1903 года по рекомендации Соколова познакомился с С. В. Зубатовым, который снабдил его нелегальной литературой. Зубатов доказывал необходимость знать программы революционных партий, чтобы бороться с их влиянием. Он говорил, что профессиональные союзы в России могут существовать и при монархическом строе, но это не по вкусу революционным партиям. «Партии смотрят иначе, и будет совершена роковая ошибка, если рабочие подпадут под их влияние».

### В гапоновском «Собрании»
На одном из собраний зубатовского общества Варнашёв познакомился со священником Георгием Гапоном. Последний посещал собрания, но не принимал в них активного участия. Сблизившись с Гапоном, Варнашёв стал его ближайшим другом и соратником. Участвовал в конспиративных собраниях, проходивших на квартире Гапона. Вместе с Гапоном изучал политическую экономию, штудировал «Капитал» Маркса. От Гапона впервые узнал о полицейском происхождении зубатовского общества.
После отставки Зубатова, в августе 1903 года, вместе с Гапоном принял участие в создании новой организации — «Собрания русских фабрично-заводских рабочих Санкт-Петербурга». Вошёл в инициативную группу основателей «Собрания» и вступил в кружок ответственных лиц. Впоследствии вошёл в состав правления и был избран председателем порайонных собраний. После открытия новых отделов «Собрания» стал председателем Выборгского отдела на Оренбургской улице.
Как председатель отдела, вёл еженедельные собрания и выступал с докладами по рабочему вопросу. В своих выступлениях указывал на необходимость объединения рабочих на легальной основе и критиковал тактику революционных партий. Вступал в полемику с партийными ораторами, проникавшими на собрания в целях пропаганды. Последние приравнивали посещение «Собрания» к подвигу и являлись туда вооружёнными железными прутьями.
Варнашёв был посвящён в замыслы Гапона и входил в созданный им из надёжных рабочих «тайный комитет», или «штаб». Был постоянным участником конспиративных совещаний, проходивших в квартире Гапона на Церковной улице. Здесь обсуждались вопросы политики и способы борьбы рабочих за свои права. В марте 1904 года вместе с Гапоном, И. В. Васильевым, А. Е. Карелиным и Д. В. Кузиным принял так называемую «Программу пяти», ставшую тайной программой организации. Программа содержала в себе основные положения Рабочей петиции 9 января 1905 года.
28 ноября 1904 года председательствовал на совещании, на котором было принято решение о выступлении рабочих с петицией. В своих мемуарах Варнашёв называл это совещание «заговором на выступление». В январе 1905 года принял участие в подготовке Петиции рабочих и жителей Санкт-Петербурга 9 января 1905 года. Организовал чтение и сбор подписей под петицией в Выборгском отделе «Собрания». Выступая перед тысячными толпами, толковал петицию и связывал политические требования с экономическими нуждами рабочих.
Утром 9 января организовал шествие рабочих к Зимнему дворцу от Выборгского отдела. Произнеся напутственную речь, двинулся в первых рядах шествия по Сампсониевскому мосту. На Большой Дворянской улице, не доходя до Троицкого моста, шествие было атаковано и рассеяно отрядами кавалерии. Варнашёв по льду перебрался через Неву и прибыл на Дворцовую площадь. На площади попал под ружейные залпы, был сбит с ног бегущей толпой и ударился головой о киоск. Товарищи на извозчике отвезли его домой.

### После 9 января 1905 года

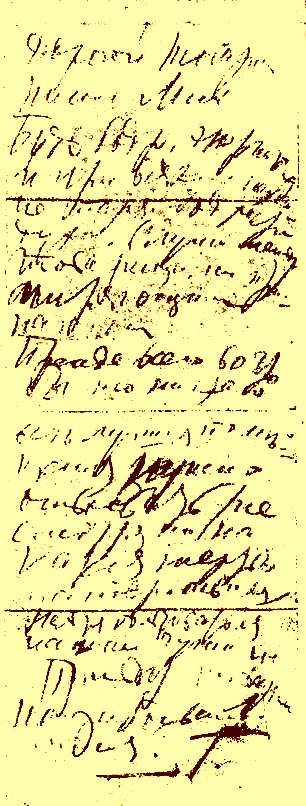
Записка Гапона Варнашёву, написанная на станции Вержболово 23 ноября 1905 года.

После событий 9 января 1905 года Варнашёв вместе с другими руководителями «Собрания» был арестован и привлекался к дознаниям. После освобождения продолжал работать на заводах. Весной-летом 1905 года возобновил связи с проживавшим за границей Гапоном. В сентябре прибыл в Гельсингфорс, где принял участие в создании задуманной Гапоном организации «Российский рабочий союз». 
После Манифеста 17 октября занялся возрождением закрытого после 9 января «Собрания русских фабрично-заводских рабочих». Возглавлял депутацию рабочих к графу С. Ю. Витте с ходатайством об открытии закрытых отделов «Собрания» и возмещении им убытков в размере 30 тысяч рублей. 21 ноября на общем собрании в Соляном городке был избран товарищем председателя правления, а затем председателем Центрального организационного комитета «Собрания». Получил от Гапона, выехавшего за границу, поручение как можно скорее открыть все 11 отделов организации. 
В отсутствие Гапона встречался с правительственными чиновниками, в частности, с министром торговли В. И. Тимирязевым и его заместителем М. М. Фёдоровым. Получил от чиновника особых поручений И. Ф. Манасевича-Мануйлова 2500 рублей на печатание и распространение воззвания Гапона, предостерегавшего рабочих от вооружённого восстания. При посредстве литератора А. И. Матюшенского получил от Тимирязева 7000 рублей из числа 30 тысяч, предназначенных на восстановление «Собрания». Варнашёву удалось открыть несколько отделов, но после подавления Декабрьского восстания они были вновь закрыты по распоряжению градоначальника. Дальнейшие переговоры об открытии отделов остались безрезультатными.
В феврале 1906 года, после обнародования сведений о получении «Собранием» 30 тысяч рублей от правительства, Гапон стал объектом газетной травли. Его обвиняли в авантюризме, продажности и стремлении создать управляемое рабочее движение, подобное зубатовщине. В оборот был пущен уничижительный термин «гапоновщина». Варнашёв, как ближайший соратник Гапона, также стал объектом критики со стороны левых партий. В анонимных публикациях его обвиняли в сделках с правительством и готовности продать рабочее дело.
28 марта 1906 года Гапон был убит в Озерках группой боевиков-эсеров. «Собрание русских фабрично-заводских рабочих» прекратило своё существование. Варнашёв был одним из последних, кто видел Гапона живым. 1 мая он опознал тело Гапона на даче в Озерках, а 3 мая участвовал в его похоронах. После смерти Гапона семья Варнашёва взяла на содержание его малолетнего сына Георгия.

## Записка Гапона
В бумагах Варнашёва сохранилась записка, написанная ему Гапоном перед отъездом за границу 23 ноября 1905 года со станции Вержболово:
«Дорогой товарищ Николай Михайлович. Будь бодр, энергичен и при всяких неудачах не теряй бодрости духа. Служи между товарищами примиряющим началом. Прежде всего во что бы то ни стало все лучшие помещения нужно отвоевать (несмотря ни на какие жертвы материальные). Нельзя пользоваться нашими — чужими. Привет товарищам. Не забывайте меня. Г.»

## Варнашёв как человек
Современники оставили несколько характеристик Варнашёва как человека. По словам В. А. Поссе, Варнашёв был «грузный красивый брюнет, много зарабатывал на каком-то металлическом заводе... На рожон не лез. Знал себе цену, говорил мало, дельно, внушительно». Л. Я. Гуревич определяла его как «подвижного, умного, бойкого и способного человека, не лишённого, как видно и по его воспоминаниям, некоторой литературной одаренности и живого юмора».
В советское время Варнашёв опубликовал в «Историко-революционном вестнике» свои воспоминания «От начала до конца с гапоновской организацией», ставшие одним из главных источников по истории гапоновского движения. Он также пробовал силы в художественном жанре и писал любительские рассказы из рабочей жизни. В сборнике «Первая русская революция в Петербурге 1905 г.» были помещены два его рассказа из времён революции 1905 года.
В архиве Л. Я. Гуревич сохранились записи устных рассказов Варнашёва, в которых выступает его тёплая привязанность к Гапону, оказавшему несомненное влияние на формирование его революционных настроений. Сам Варнашёв о своём участии в революционных событиях вспоминал так:
«Приступая к открытию „Собрания“, я довольно смутно представлял себе, во что выльется и к чему приведёт деятельность последнего, но отчётливо сознавал, что улучшение положения рабочих лежит в их массовой организации. Сознавая необходимость политических прав для экономической борьбы, я не видел способа их завоевания. Тот путь, по которому следовали партии, меня не удовлетворял, это мне казалось работою крота, не говоря о их отвлечённых идеях, совершенно чуждых моему духу и ничуть меня не прельщавших. Меня что-то тянуло в массу, в толпу, что-то смутно подсказывало надежду, и я шёл. Революционные дрожжи действовали. Брожение началось. Пробуждался „бунтарский“ дух, отыскивая себе применения».

## Сочинения
- Н. М. Варнашёв. От начала до конца с гапоновской организацией // Историко-революционный сборник. — Л., 1924. — Т. 1. — С. 177—208.